# Museo archeologico regionale della Valle d'Aosta
Il Museo archeologico regionale della Valle d'Aosta (in francese, Musée archéologique régional de la Vallée d'Aoste), abbreviato in MAR, è un museo archeologico con sede ad Aosta.

## La sede
Il museo si trova nel luogo in cui sorgeva in epoca romana la Porta Principalis Sinistra. Sotto al museo, infatti, sono stati condotti degli scavi (tuttora in corso) per riportare alla luce i resti della porta. Parte di questi scavi è già accessibile tramite passerelle raggiungibili dal museo.
Già casaforte dei nobili Vaudan, l'edificio ha quindi ospitato a partire dal 1633 il Convento delle Visitandine, fondato per volere del marchese Pierre-Philibert Roncas e della consorte Emérentienne de Vaudan, che intendevano dare una sede alle religiose di santa Giovanna Francesca Frémiot de Chantal (Jeanne de Chantal).
Dal 1802 divenne Caserma Challant, mentre alcune ali del palazzo furono adibite a usi vari, da scuderia, a teatro fino a magazzino degli attrezzi agricoli.
Oggi la caserma è stata dismessa e il palazzo ospita il Museo archeologico regionale.

## La collezione principale
Il museo dispone di molti reperti archeologici ritrovati in tutta la Valle d'Aosta che sono disposti secondo l'ordine cronologico.

### La preistoria
I reperti preistorici (consistenti in ornamenti funebri, vetro, vasi di terracotta e stele antropomorfe scolpite) componevano la collezione oggi ospitata nel museo dell'area megalitica di Saint-Martin-de-Corléans.

### I romani
Il museo dispone di una vasta gamma di reperti di epoca romana.
Sono presenti oggetti funebri, oggetti in vetro (piatti, bicchieri), parti di statue, oggetti provenienti dal teatro, posate e giochi comuni.

### Epoca cristiano-medioevale
Dei reperti medioevali ospitati nel museo, il più rilevante è senza dubbio l'ambone dell'VIII secolo, rinvenuto negli scavi della Cattedrale di Aosta, di cui si conserva una parte. Sono inoltre presenti alcuni corredi funerari la cui datazione oscilla tra il IV e il XIV secolo, tra cui alcuni bicchieri dorati con teoria dei Santi e la spada di cavaliere con speroni proveniente da Sant'Orso.

### Il plastico diAugusta Praetoria
Nel museo c'è anche un plastico della città romana di Augusta Praetoria Salassorum ricostruita basandosi sui resti degli edifici romani visibili in tutta Aosta.

### I sotterranei del museo
Nei sotterranei del museo sono conservati i resti dello spigolo sud-ovest della torre orientale della Porta Principalis Sinistra, una delle quattro porte urbiche di Augusta Praetoria, con i piani d’uso romani e l’unico tratto di terrapieno, con relativo muro di controscarpa, ancora addossato a un tratto delle mura romane.

## Altre Collezioni
Il Museo ospita in alcune sale attigue dalla collezione principale la Collezione Numismatica Pautasso, una ricca esposizione di monete che spaziano dall'età greca fino al periodo sabaudo. Di particolare rilevanza è il nucleo di monete celtiche, galliche e padane.
Da segnalare inoltre la Collezione Carugo, una ricca raccolta di reperti della civiltà etrusca, dell'Antico Egitto e della Mesopotamia.

## Mostre
Nel corso degli anni il Museo Archeologico Regionale ha organizzato alcune mostre d'arte temporanee.

### Espressionismo svizzero. Linguaggi degli artisti d'oltralpe
Ospitata dal 24 giugno al 23 ottobre 2022, la mostra ha presentato i capolavori svizzeri di una delle correnti più influenti nell’arte del XX secolo, presentando per la prima volta in Italia opere realizzate durante una stagione artistica straordinaria ma ancora poco conosciuta. Frutto di una collaborazione col Kunst Museum di Winterthur, tra le presenti vi erano opere di Cuno Amiet, Giovanni Giacometti, Hermann Huber, Ernst Ludwig Kirchner, Hans Berger e Alice Bailly.

### Joan Miró. È quando sogno che vedo chiaro
Ospitata dal 29 aprile al 1 ottobre 2023, questa mostra su Joan Mirò delinea la figura dell’artista-uomo, sfiorando le peculiarità della sua persona, dalle convinzioni ecologiste all’impegno nella lotta antifascista, dall’esigenza fortissima di libertà alla sua ribellione verso ogni forma di tirannia fino alla sua capacità di intrecciare arti lontane come la poesia, la scultura, il teatro, la fotografia.

### Felice Casorati. Pittura che nasce dall’interno
Ospitata dal 2 dicembre 2023 al 7 aprile 2024, questa mostra ha proposto oltre cento opere tra dipinti, sculture, disegni e bozzetti teatrali, databili dal 1904 al 1960 di Felice Casorati, pittore, scultore e designer piemonteese che è stato tra i maggiori artefici del Novecento. Tra le opere che sono state esposte si citano Le vecchie comari (1908), Persone (1910), Le ereditiere (1910), Tiro al bersaglio (1919) e Testa gialla (1950).

### ArteNumero. Gli artisti e il numero tra XX e XXI secolo
Ospitata tra il 19 giugno e il 20 ottobre 2024, la mostra ha proposta una panoramica di oltre settanta opere di artisti italiani e internazionali n cui il numero diviene momento fondamentale di riflessione per l’artista e per l’osservatore. Tra i principali autori esposti si segnalano On Kawara, Luca Pancrazzi con l'opera 24 ore su 24, Roman Opałka e Elisabeth Scherffig.

### Italo Mus. Fedele cronista del suo tempo
Ospitata tra il 19 febbraio e il 25 maggio 2025, la mostra ha ospitato ottanta opere, per la quasi totalità provenienti da collezioni private, che hanno tratteggiato il cammino artistico di Italo Mus dai suoi esordi, all’alba degli anni Dieci del Novecento, fino alla metà degli anni Sessanta.